# Fergusonita-(Y)
La fergusonita-(Y) és un mineral de la classe dels niobats. Rep el seu nom per Robert Ferguson (1767-1840) terratinent escocès, polític i col·leccionista de minerals.

## Característiques
La fergusonita-(Y) és un niobat de fórmula química YNbO₄. Cristal·litza en el sistema tetragonal. Es troba en forma de cristalls prismàtics a aciculars bipiramidals, de fins a 20 centímetres; també de manera granular i massiva. La seva duresa a l'escala de Mohs es troba entre 5,5 i 6,5. És un mineral dimorf de la fergusonita-(Y)-β.
Segons la classificació de Nickel-Strunz, la fergusonita-(Y) pertany a «07.G - Molibdats, wolframats i niobats, sense anions addicionals o H₂O» juntament amb els següents minerals: fergusonita-(Ce), fergusonita-(Nd), powel·lita, scheelita, stolzita, wulfenita, formanita-(Y), iwashiroïta-(Y) i paraniïta-(Y).

## Formació i jaciments
És un mineral típic de les pegmatites granítiques que contenen terres rares. També es troba en placers. Sol trobar-se associada a altres minerals com: monazita, gadolinita, thalenita-(Y), euxenita, allanita, zircó, biotita i magnetita. Va ser descoberta a Kangeq, a l'illa de Sermersoq, a Kujalleq (Groenlàndia).